# Pyrausta morelensis
Pyrausta morelensis là một loài bướm đêm trong họ Crambidae.